# Bounkhong
Bounkhong (mort le 26 juillet 1920), fut Maha Upparaja ou Vice-roi du royaume de Luang Prabang, en succession de son père Souvanna Phomma en 1889. De 1911 à 1920, il fut membre du conseil de gouvernement de l'Indochine française.

## Origine
Le prince Bounkhong est le fils du vice-roi Souvanna Phomma, tué le 10 juin 1887 lors du sac de Luang Prabang par les Pavillons noirs. Il est également le petit-fils d'Ounkeo (mort en 1850) vice-roi de 1836 à 1838, frère du roi de Louang Prabang Ounkhan (1872-1889) et premier de la lignée des vice-rois héréditaires.

## Postérité
Bounkhong  eut 24 enfants (12 filles et 12 garçons) de ses 11 épouses dont plusieurs ont joué un rôle important dans l'histoire du Laos contemporain.
1) avec sa  1re épouse :
- Phetsarath Rattanavongsa (1890-1959) Vice-roi de 1941 à 1945 puis Premier Ministre en 1945.
- Souvanna Phouma (1901-1984) quatre fois Premier Ministre,  1951 et 1952, de 1956 à 1958, en 1960, et de 1962 à 1975.

2) avec sa 9e épouse :
- Souvannarath (1893-1960) Premier Ministre en 1947-1948

3) avec sa 10e épouse :
- Kindavong (1900-1951) Ministre Principal en 1946 à 1947.

4) avec la 11e épouse :
- Souphanouvong (1909-1995) Président de la République démocratique populaire du Laos de 1975 à 1986/1991.

## Source
- Prince Mangra Souvannaphouma, Le Laos: Autopsie d'une monarchie assassinée L'Harmattan, Paris 2010, Annexe I p. 289.